# Ji-young Yoo
SunHee Seo (Denver; c. 2000), conocida profesionalmente como Ji-young Yoo, es una actriz estadounidense. Apareció por primera vez en 2021 en la película de comedia dramática de Netflix, Moxie, donde aparece acreditada con su nombre de nacimiento. Ese mismo año, adoptó el nombre artístico de Ji-Young Yoo, compuesto por sílabas coreanas que creía que serían más fáciles de pronunciar para los angloparlantes.

## Biografía
Yoo nació en 2000 en Denver, Colorado en el seno de una familia de inmigrantes coreanos. Durante su infancia y juventud asistió a la Academia de Colorado. Después de graduarse, asistió a la Universidad del Sur de California, donde cursó una licenciatura en Cine y Medios, pero a los 21 años abandonó sus estudios para filmar Expats. También se formó en el Centro de Artes Escénicas de Denver y en la Escuela y Campamento de Artes Escénicas Perry-Mansfield.
Comenzó su carrera en la actuación con su nombre real y en 2018 apareció en la película Moxie. En una entrevista para la revista Mud comentó que trabajó como actriz de doblaje en la película Spider-Man: Far from Home: «Fui con un grupo de actores de doblaje y añadí todos los gritos y parloteos que se escuchan de fondo en la mayoría de las escenas de la película».
Adoptó su nombre artístico en 2021, fue elegida para participar en la película dramática de A24/Apple TV+ The Sky Is Everywhere, La película está basada en el libro del mismo título de Jandy Nelson, quien también escribió el guion. Su primer papel protagonista fue en la miniserie de Amazon Prime Expats donde da vida al personaje de Mercy Cho. La película trata sobre una comunidad muy unida de mujeres y sus familias que residen en Hong Kong. En 2022, fue elegida para participar en la película Freaky Tales que se estrenó en el Festival de Cine de Sundance el 18 de enero de 2024.
En 2025, se estrenó la película de terror Until Dawn, basada en el videojuego del mismo título y dirigida por David F. Sandberg, donde Yoo interpreta el papel de Megan. La película se estrenó el 25 de abril de 2025 y recibió críticas mixtas. Recibió tres estrellas de cinco de Benjamin Lee, de The Guardian, quien elogió las actuaciones del elenco y la calidad técnica de la película, aunque criticó su falta de ambición y originalidad, así como una calificación B de Alison Foreman de IndieWire, quien consideró que la película es una «traición» a su material original pero entretenida e «inventiva» por derecho propio.

## Filmografía

### Películas
| Año            | Título                | Papel        | Notas                        | Refs.  |
| -------------- | --------------------- | ------------ | ---------------------------- | ------ |
| 2018           | Moxie                 | Casey        | Como SunHee Seo              |        |
| 2021           | The Yinyang Master    | Bai Ni (voz) | Solo en la versión en inglés |        |
| 2022           | The Sky Is Everywhere | Sarah        |                              | [ 6 ]  |
| 2023           | Smoking Tigers        | Hayoung      |                              |        |
| 2024           | Freaky Tales          | Tina         |                              | [ 9 ]  |
| 2025           | Until Dawn            | Megan        |                              | [ 11 ] |
| 2025           | Las guerreras K-pop   | Zoey (voz)   | Película de animación        | [ 14 ] |
| (Fuente: IMDb) |                       |              |                              |        |

### Televisión
| Año            | Título            | Papel                                                | Notas                                         | Refs.  |
| -------------- | ----------------- | ---------------------------------------------------- | --------------------------------------------- | ------ |
| 2018           | Half Vanilla      | Yu-Na Moon                                           | Telefilme (como SunHee Seo)                   |        |
| 2018           | Girl from Nowhere | Varios personajes (voz)                              | 2 episodios                                   |        |
| 2020           | Sweet Home        | Lee Eun Yoo (voz)                                    | Papel recurrente, 10 episodios                |        |
| 2022           | We Baby Bears     | Cabezas de oveja / Estudiante 2 / Estudiante 3 (voz) | Episodio «Baby Bear Genius» (como SunHee Seo) |        |
| 2023-2024      | Expats            | Mercy                                                | Miniseries, 6 episodios                       | [ 15 ] |
| (Fuente: IMDb) |                   |                                                      |                                               |        |

## Premios y nominaciones
| Año  | Premio                      | Categoría                                                      | Trabajo nominado | Resultado | Ref.   |
| ---- | --------------------------- | -------------------------------------------------------------- | ---------------- | --------- | ------ |
| 2023 | Festival de Cine de Tribeca | Mejor Actuación en un Largometraje Narrativo de Estados Unidos | Smoking Tigers   | Ganadora  | [ 16 ] |
| 2024 | Premios Gotham              | Actuación revelación en miniserie o telefilme                  | Expats           | Nominada  | [ 17 ] |